# 奧廖克馬河

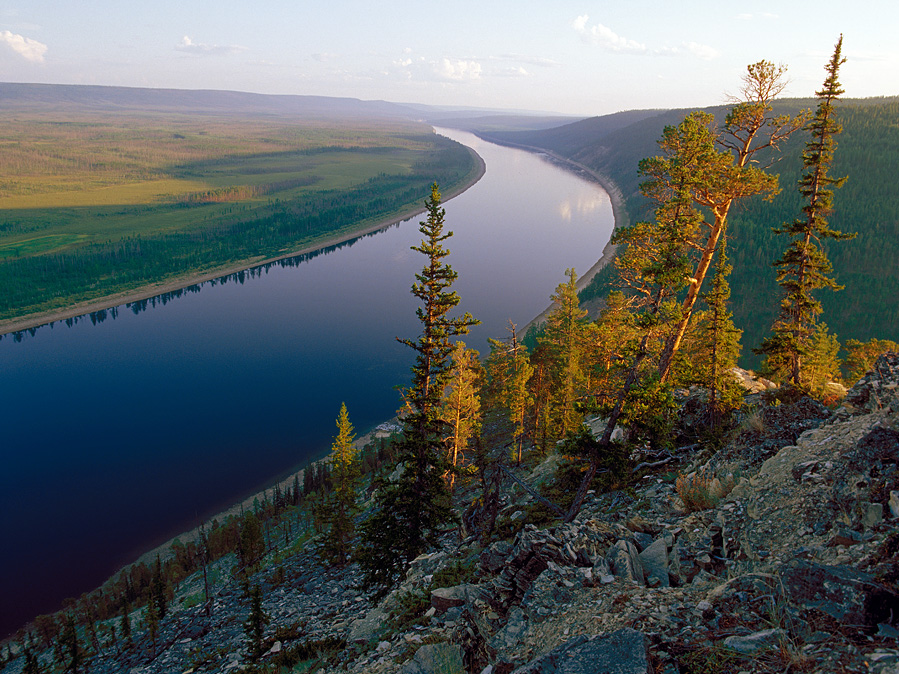

奧廖克馬河俄语：，是勒拿河的支流之一。長1,436公里，流域面積210,000平方公里。發源於雅布洛諾夫山脈南部，在奥廖克明斯克匯入勒拿河。